# أوتليا ليزوسكية
أوتليا ليزوسكية (الاسم العلمي:Ottelia lisowskii) هي نوع من النباتات يتبع جنس الأوتليا من الفصيلة الحب المائية.